# 리보뉴클레오타이드
리보뉴클레오타이드(영어: ribonucleotide)는 생화학에서 5탄당으로 리보스를 포함하고 있는 뉴클레오타이드이다. 리보뉴클레오타이드는 RNA의 전구체로 간주된다. 뉴클레오타이드는 DNA와 RNA의 단위체이다. 리보뉴클레오타이드는 RNA의 단위체이다. 리보뉴클레오타이드 환원효소로 리보뉴클레오타이드를 환원시켜 형성되는 디옥시리보뉴클레오타이드는 DNA의 단위체이다. DNA를 구성하는 디옥시리보뉴클레오타이드와 RNA를 구성하는 리보뉴클레오타이드 사이에는 몇 가지 차이점이 있다. 뉴클레오타이드들은 포스포다이에스터 결합을 통해 서로 연결될 수 있다.

## 같이 보기
- 디옥시리보뉴클레오타이드